# Kotransmitter
Kotransmitter sind Neurotransmitter, die zusammen mit dem eigentlichen, niedermolekularen Neurotransmitter an den Synapsen der Nervenzellen ausgeschüttet werden. Die Freisetzung von Transmitter und Kotransmitter heißt Kotransmission. 
Viele der Kotransmitter sind Peptide (Neuropeptide). Auch Adenosintriphosphat wirkt außerhalb von Zellen als Kotransmitter. Peptiderge Kotransmitter sind für Langzeitverstellungen der Erregbarkeit (Neuromodulation) verantwortlich, die niedermolekularen Transmitter übernehmen die schnelle Synaptische Übertragung.
Peptiderge Kotransmitter sind in größeren Vesikeln gespeichert als niedermolekulare Transmitter. Damit sie freigesetzt werden, benötigen sie stärkere Aktivierung. Sie werden erst freigesetzt, wenn mehrere Aktionspotentiale in kurzem Abstand einlaufen. Sie sind Calcium-gesteuert.